# تیگران هوهانیسیان
تیگران هوهانیسیان (ارمنی: Տիգրան Հովհաննիսյան؛ ۵ دسامبر ۱۹۷۴) بازیکن فوتبال در پست هافبک اهل ارمنستان است.

## باشگاهی
از باشگاه‌هایی که در آن بازی کرده‌است می‌توان به باشگاه فوتبال مالاتیا، باشگاه فوتبال آراکس آرارات، باشگاه فوتبال اربونی، باشگاه فوتبال اسپارتاک ایروان، باشگاه فوتبال لرناگورتس کاپان، باشگاه فوتبال میکا، باشگاه فوتبال لرناین آرتساخ، باشگاه فوتبال آرارات ایروان، باشگاه فوتبال گاندزاسار کاپان و باشگاه فوتبال اولیس اشاره کرد.

## تیم ملی
وی همچنین در تیم ملی فوتبال ارمنستان بازی کرده‌است. هوهانیسیان نخستین بازی ملی خود را که یک بازی دوستانه بود در تاریخ ۱۸ اوت ۱۹۹۸ در آبوویان در مقابل لبنان انجام داده‌است.